# Rhagium sycophanta
Rhagium sycophanta је инсект из реда тврдокрилаца (Coleoptera) и фамилије стрижибуба (Cerambycidae). Припада потфамилији Lepturinae.

## Распрострањење и станиште
Настањује већи део Eвропе, изузев неких северних земаља и медитеранских острва. Прилично равномерно је распрострањен у Србији, мада је нешто ређи у Војводини. Најчешће се налазе у шумама на обореним стаблима.

## Опис
Rhagium sycophanta је дугaчак 15—26 mm. Тело је обрасло жућкастоцрвеним длачицама, покрилца су са два уздужна ребра и две црвенкастожуте попречне штрафте различите ширине.

## Биологија
Ларва се развија 2-3 године у стаблима листопадног дрвећа. Одрасли примерци се претежно налазе на биљци домаћину, ретко на цвећу, од априла до јула.